# St. Sebastian (Berlichingen)

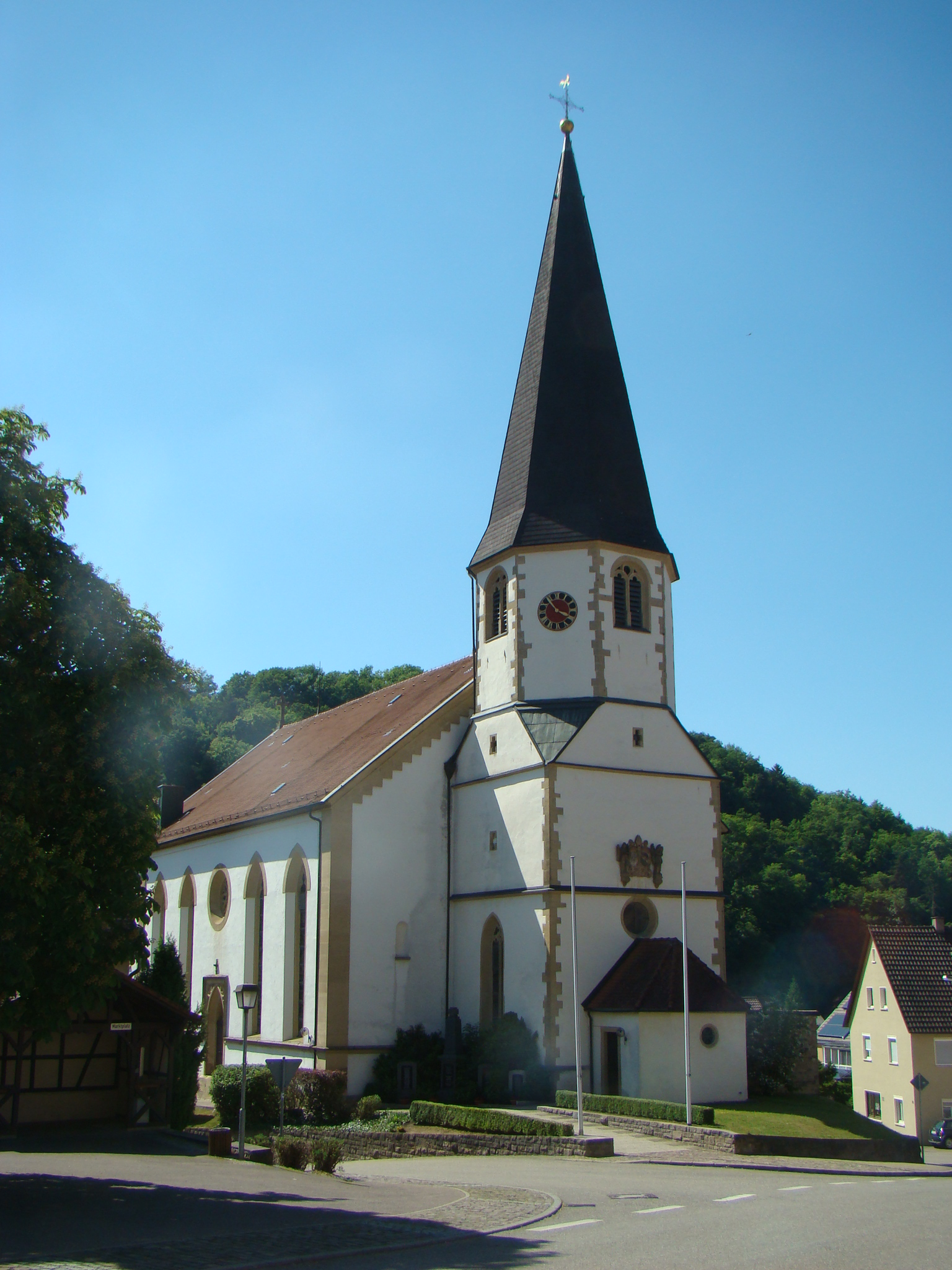
St. Sebastian in Berlichingen

St. Sebastian ist eine römisch-katholische Kirche in Berlichingen, einem Ortsteil der Gemeinde Schöntal im Hohenlohekreis in Baden-Württemberg.

## Geschichte
Eine Kirche in Berlichingen wurde bereits bei der ersten Erwähnung von Berlichingen im Jahr 800 genannt. Um die Kirche befand sich der ursprüngliche Begräbnisplatz des Ortes. Die Kirche in Berlichingen war ursprünglich Filialkirche von Bieringen und wurde spätestens im 13. Jahrhundert selbstständig. Das Patronatsrecht lag beim Kloster Schöntal, so dass die Kirche zur Zeit der Reformation altgläubig blieb. Ab dem 17. Jahrhundert versahen Schöntaler Klosterangehörige die Pfarrei.
Der Turm des heutigen Gebäudes geht auf einen von Abt Sigismund Fichtlin veranlassten Kirchenneubau von 1629 zurück. 1812 wurde ein neuer Friedhof am Ortsrand angelegt, so dass die Bestattungen um die Kirche endeten.
Ab 1843 wurde die Kirche in ihrer heutigen Gestalt erneuert, wobei Kirchturm und Altarraum der alten Kirche erhalten blieben. 1849 wurde der Neubau feierlich geweiht.
Die Kirche wurde im Zweiten Weltkrieg beim Kampf um Berlichingen am 6. und 7. April 1945 schwer beschädigt. Der Turm wurde in Brand geschossen. Pfarrer Kilian Nuß, Gemeindepfleger Bernhard Birkert und ein französischer Kriegsgefangener konnten den Brand nur mit Mühe löschen und verhindern, dass die ganze Kirche niederbrannte. Die durch Granateinschlag beschädigte Orgel wurde 1948 repariert. Im Folgejahr erhielt der Turm ein neues Schieferdach und wurden viele weitere Schäden repariert, so dass zum 100-jährigen Jubiläum der Kirchweihe wieder Gottesdienste in der Kirche gefeiert werden konnten. 1952 wurden zwei neue Glocken angeschafft. 1954 fand eine umfassende Innenrenovierung statt.
1962 erhielt die Kirche eine Heizung, 1964 neues Gestühl und den Sakristei-Anbau, 1965 neue farbige Glasfenster. 1966 wurde die Stützmauer um die Kirche erneuert. 1967 schloss sich eine Außenrenovierung an, 1968 kamen weitere neue Farbfenster für die Westseite der Kirche. 1973 erhielt die Kirche eine neue Orgel, 1976 einen neuen Turmhelm und 1977 eine veränderte Empore. 1984 schloss sich eine neuerliche Außenrenovierung an, 1992 eine neuerliche Innenrenovierung.